# Roxana Vivian
Roxana Hayward Vivian (* 9. Dezember 1871 in Boston, Vereinigte Staaten; † 31. Mai 1961 in ebenda) war eine US-amerikanische Mathematikerin und Hochschullehrerin. Sie erwarb 1901 als erste Frau an der University of Pennsylvania einen Doktortitel in Mathematik.

## Leben und Werk
Vivian studierte von 1890 bis 1894 am Wellesley College und erhielt einen Bachelor-Abschluss in Griechisch und Mathematik. Anschließend unterrichtete sie ein Jahr an der Public High School in Stoughton, Massachusetts, und drei Jahre an der Walnut Hill School in Natick, Massachusetts. 1898 begann sie mit einem Alumnae Fellowship for Women ein Studium an der University of Pennsylvania, wo sie 1901  als erste Frau in Mathematik mit dem Nebenfach Astronomie promovierte. Nach ihrer Promotion kehrte sie an das Wellesley College zurück, wo sie mit Unterbrechungen bis 1927 lehrte. Im Sommer 1902 unternahm sie die erste von vielen Reisen nach Europa. 1908 wurde sie zum außerordentlichen Professor und 1918 zum ordentlichen Professor befördert. Von 1906 bis 1909 unterrichtete sie am American College for Girls, einem Teil des Constantinople College in der Türkei, und war dort die letzten zwei Jahre als amtierende Präsidentin tätig. Nach ihrer Rückkehr aus der Türkei hielt sie häufig Vorträge über das Leben in Konstantinopel. Von 1913 bis 1914 war sie Dozentin für Statistik an der University Extension in Boston. Von 1913 bis 1915 war sie Finanzsekretärin der Frauenbildungs- und Industrieunion von Boston. Zusätzlich zu ihrem Unterricht war sie von 1918 bis 1921 Direktorin der Graduiertenabteilung für Hygiene und Sport am Wellesley College. Von 1925 bis 1926 war sie Gastprofessorin an der Cornell University und verließ Wellesley 1927. Ein Jahr nach dem Verlassen von Wellesley unterrichtete sie vorübergehend Mathematik an einer Privatschule in Vassalboro, Maine. Von 1929 bis 1931 wurde sie Professorin für Mathematik und Dekanin für Frauen am Hartwick College in Oneonta, New York. Von 1931 bis 1935 war sie Dozentin für Mathematik und Dekanin für Mädchen an der Rye High School (New York).

## Mitgliedschaften
- American Mathematical Society
- Mathematical Association of America
- Sigma Delta Epsilon
- American Association of University Women
- Phi Beta Kappa

## Veröffentlichungen
- 1914: with J. A. Harris. Variation and correlation in the mean age at marriage of men and women. Amer. Naturalist 48:635–37
- 1916: An application of statistics to budget making for lunch rooms. J. Home Econ. 8:19–28.
- 1917: Mathematics: a great inheritance. Educ. Rev. 53:30-43. Presented to entering students at Wellesley College, 1915
- 1917: Review of A History of Elementary Mathematics, with Hints on Methods of Teaching, rev. and enlarged ed., by F. Cajori. Amer. Math. Monthly 24:385–87
- 1919: Statistics in relation to the war. Amer. Math. Monthly 26:32–35. Review: JFM 47.0500.04 (G. Szeg¨o)
- 1924:  A Brief Study of State Distribution of College Students. Newton, MA: Graphic Press